# Rudolf Kreutner

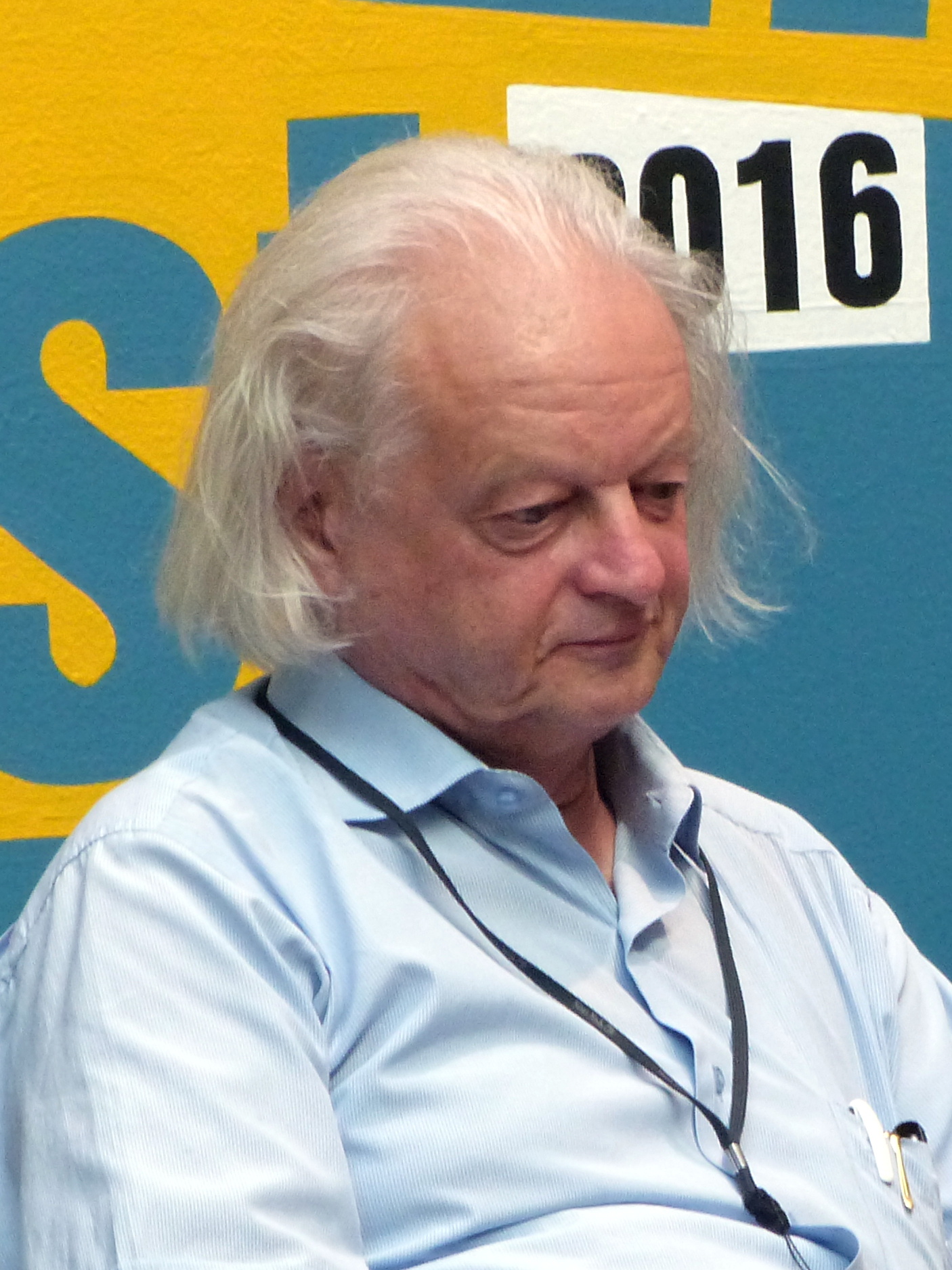
Rudolf Kreutner beim Erlanger Poetenfest 2016

Rudolf Kreutner (* 23. Oktober 1954 in Schweinfurt) ist ein deutscher Historiker.

## Leben
Nach dem Besuch des Gymnasiums in seiner Heimatstadt absolvierte er in Erlangen und Aberdeen (Schottland) ein Studium der Geschichte und Sozialanthropologie, das er 1986 mit dem Magister Artium abschloss.
Seit 1987 fungiert er bei der Stadt Schweinfurt als Kustos des dort aufbewahrten poetischen Nachlasses von Friedrich Rückert sowie der ebenfalls zur „Sammlung Rückert“ gehörenden Teilnachlässe aus den Familien Bertuch und Froriep. 1996 wurde er von der Stadt Schweinfurt zusätzlich mit der Geschäftsführung der Rückert-Gesellschaft e.V. betraut.
Seit 1998 gibt er zusammen mit Hans Wollschläger die historisch-kritische Ausgabe von Friedrich Rückerts Werken – die ›Schweinfurter Edition‹ – heraus, die auf 50 Bände angelegt ist. Seit 2008 zeichnen Claudia Wiener (München) und Hartmut Bobzin (Erlangen) als Mitherausgeber.
2005 erfolgte eine Aufnahme in den Pegnesischen Blumenorden, 2006 eine Ehrenpromotion durch die Philosophische Fakultät der Friedrich-Alexander-Universität Erlangen-Nürnberg.
2024 erhielt er den Friedrich-Rückert-Preis für seine Arbeit am Werk des fränkischen Dichters.